# Ralph Priso
Ralph-William Johnson Priso-Mbongue (ur. 2 sierpnia 2002 w Toronto) – kanadyjski piłkarz pochodzenia kameruńskiego występujący na pozycji defensywnego pomocnika, od 2024 roku zawodnik Vancouver Whitecaps.
Jego rodzice pochodzą z Kamerunu. Jego brat Hugo Mbongue również jest piłkarzem.